# Castelo de Redondo
O Castelo de Redondo, também referido como Castelo do Redondo, no Alentejo, localiza-se na vila e freguesia de Redondo, distrito de Évora, em Portugal.
Situa-se na vertente sul da Serra d'Ossa, a 24 km a sudoeste da margem direita do Rio Guadiana. Faz parte da rede de castelos norte-alentejanos reestruturados por El-Rei D. Dinis I de Portugal (1279-1325) e doados à nobreza durante a época tardo-medieval – Estremoz, Monsaraz e Portel –, e apresenta alterações significativas do período manuelino. Do topo da Torre de Menagem é possível ver o Castelo de Evoramonte e a Serra d'Ossa, na orientação noroeste.
Os restos de suas muralhas e a sua torre de menagem encontram-se classificados como Monumento Nacional por Decreto publicado em 2 de Janeiro de 1946.

## História
A história e evolução desta estrutura defensiva carecem de maiores pesquisas.
A imagem de sua entrada a este foi popularizada, a partir da década de 1990, pelos rótulos do vinho Porta da Ravessa, produzido pela Adega Cooperativa de Redondo. Era fronteiro a esta porta que tinha lugar, na Idade Média, a feira da povoação.

## Galeria

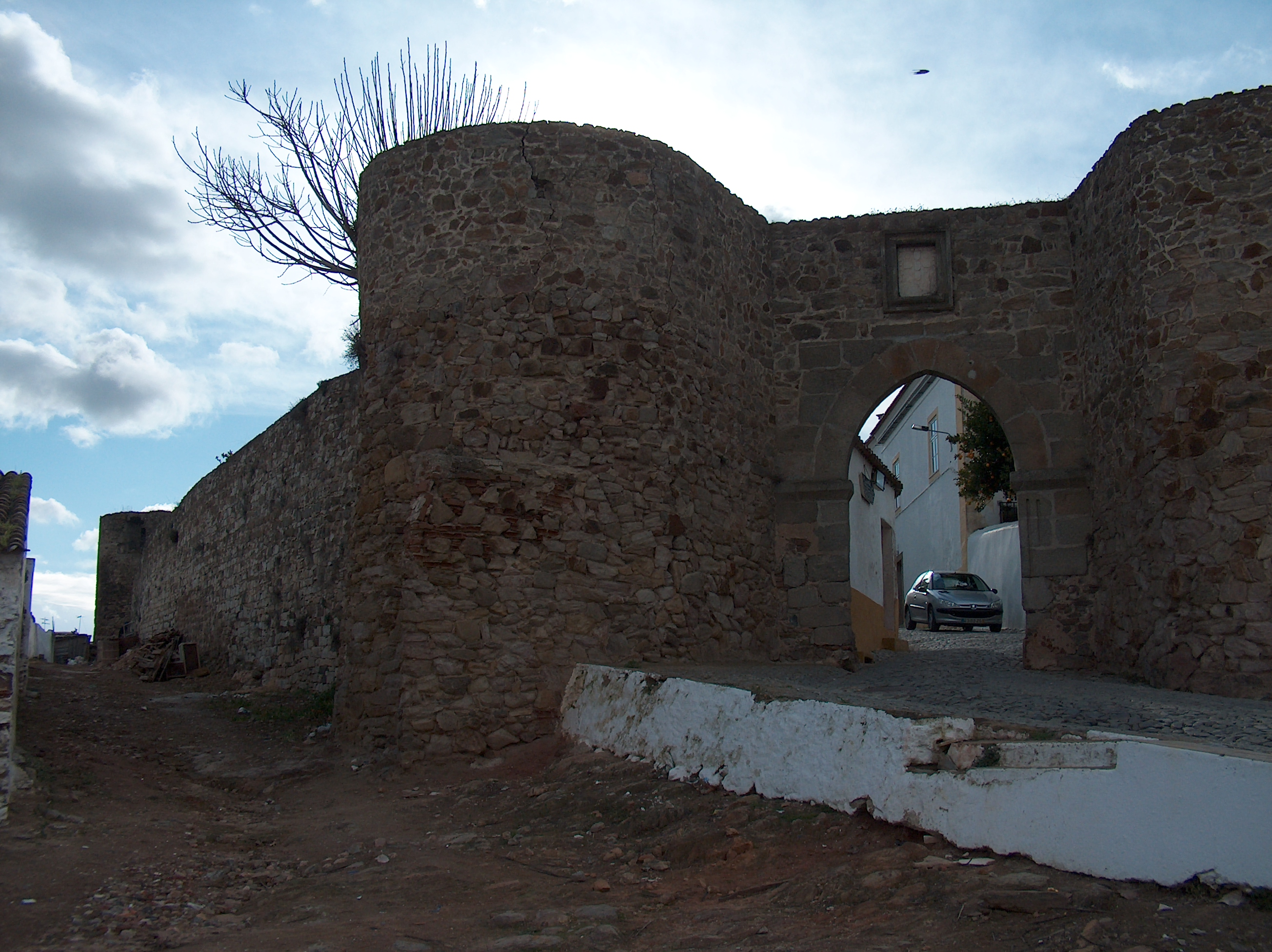
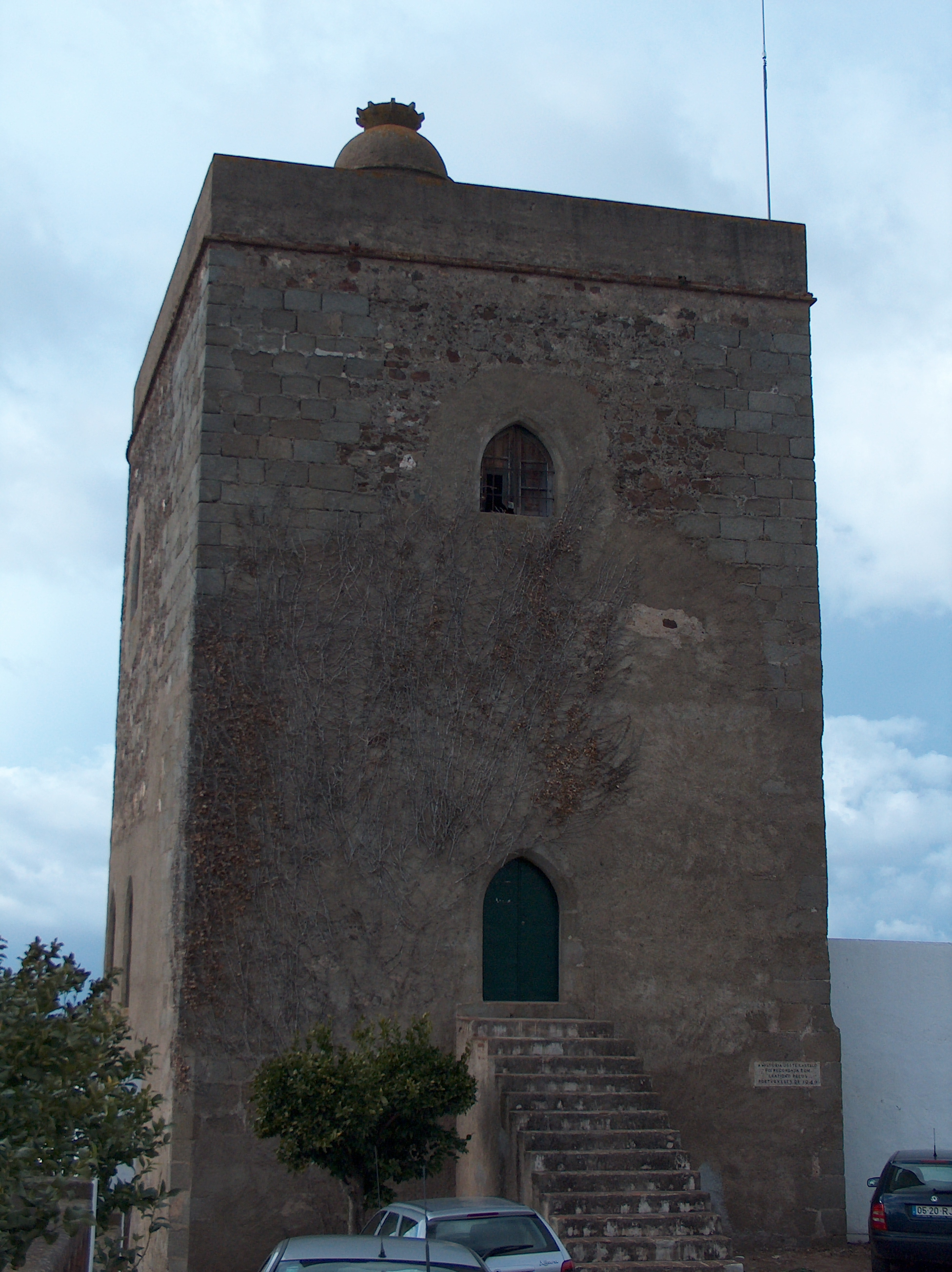
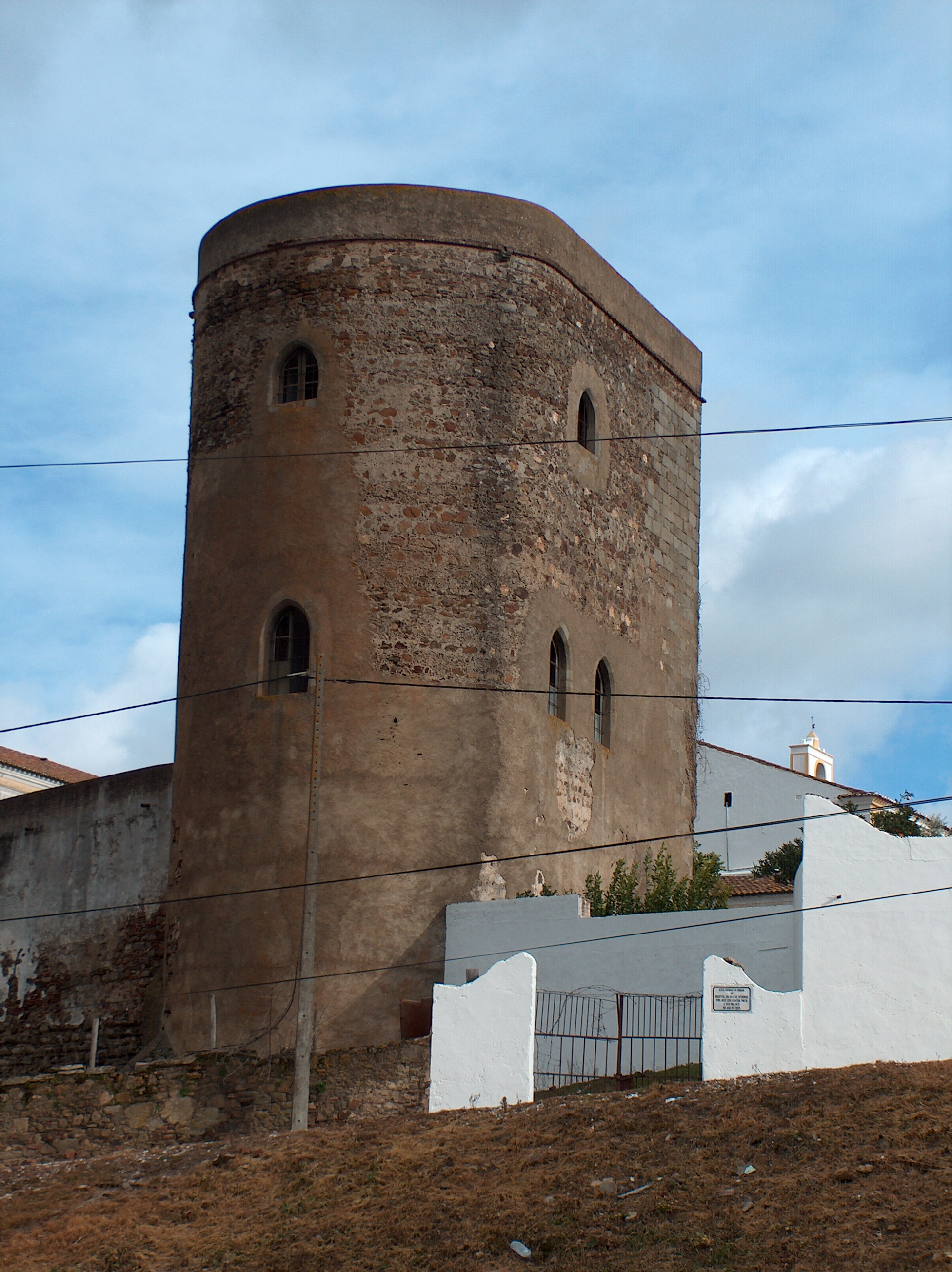